# إيجار قديم (مسلسل)
إيجار قديم هو مسلسل مصري من إخراج طارق رفعت وبطولة شريف منير، صلاح عبد الله، فرح، محمد الشرنوبي، هشام إسماعيل، ميمي جمال، حازم سمير، رحمة حسن، بسمة داود وإلهام وجدي، عرضت أول حلقة من المسلسل على قناة أون في 29 أكتوبر 2022.

## القصة
يفاجىء رمزي ( شريف منير) بقرار إزالة للعقار الذي يسكن فيه. فيضطر لترك شقته ويرجع الي عمارة كانت ملك لوالده للعيش بها ولكنها ممتلئة بالسكان ولا يريد أحد ترك شقته. يجد رمزي أحد السكان -حسين- ( صلاح عبدالله) يعيش بمفرده بعد ترك ابنه للشقة واتجاهه للسكن بمفرده يعيش رمزي مع حسين فترة ثم يموت حسين ويرجع ابنه طارق ( محمد الشرنوبي) ليعيش بالشقة وهو يعتقد بان رمزي ضيف وسيغادر وكذلك رمزي يعتقد بأن طارق سوف يترك الشقة بعد العزاء ولكن يفاجأ الاثنان ان كلا منهما يعتقد أنه مالك الشقة وينتظر من الاخر المغادرة وتبدأ بينهم المشاكل ويلجأون للقضاء. ولكن بمرور الوقت يصبح رمزي وطارق أصدقاء ولا يبالون بقرار المحكمة.

## طاقم العمل
- شريف منير بدور رمزي
- صلاح عبد الله بدور حسين
- فرح بدور كاميليا
- محمد الشرنوبي بدور طارق
- هشام إسماعيل بدور ربيع أبو الوفا
- ميمي جمال بدور ثريا وجدي
- حازم سمير بدور حازم
- رحمة حسن بدور ريم
- بسمة داود بدور ريهام
- إلهام وجدي بدور دكتور ليلى